# Готлиб, Иегошуа
Иегошуа Готлиб (пол. Joszua Gotlieb; 1882, Пинск, Российская империя — 1940, Казахстан) — польский журналист, общественный деятель. Видный деятель сионизма в Восточной Европе в межвоенный период.

## Биография
Иехошуа Хешель Готлиб родился в Пинске. Окончил юридическую школу. Сионистскую деятельность начал в 1913, в 1916 стал членом центрального комитета сионистской организации в Польше. Работал в редакциях варшавских газет на идише «Хайнт» (1919—1935) и «Момент» (1935—1939), был одним из видных журналистов и литераторов своего времени.
В 1927—1934 был председателем Варшавской ассоциации журналистов, в 1924—1939 — членом Варшавского совета еврейской общины (с 1926 и до начала второй мировой войны - вице-президент общины). В 1935-1938 годах был депутатом IV созыва Сейма от 2-го Варшавского округа. Сменил на этом посту Вацлава Вишлицкого, скончавшегося в октябре 1935 года; входил в состав финансовой и трудовой комиссий.
Когда началась 2-я мировая война, бежал в Пинск, где, после занятия города советскими войсками, был арестован НКВД и отправлен в Центральную Азию, где умер от истощения